# Nicolò da Ponte
Nicolò da Ponte (ur. 15 stycznia 1491  – zm. 30 lipca 1585) – doża Wenecji od 1578 roku.